# La Paz (Uruguai)
|  | Per altres significats vegeu La Paz (Colonia) |

La Paz és una ciutat de l'Uruguai, ubicada al departament de Canelones, a l'est de l'encreuament de la ruta nacional 5 amb el rierol Las Piedras, en el límit amb el departament de Montevideo i 16 km al nord del centre d'aquesta ciutat. La seva població és de 19.832 habitants, segons el cens de l'any 2004.
La uneixen amb Montevideo i la propera ciutat de Las Piedras diverses línies de transport carreter, així com una línia fèrria amb servei de passatgers. Compta amb l'únic cementiri de la religió jueva existent a l'Uruguai, així com un cementiri municipal molt important per la seva extensió.

## Història
Va ser fundada el 1872, com una vila d'esbarjo per a les classes benestants de Montevideo, que van construir residències pairals a la zona. Amb el temps va ser eclipsada com a lloc de descans per altres barris i va començar a prendre preponderància l'explotació de les pedreres de granit. Amb l'adveniment d'aquesta indústria, la ciutat va créixer ràpidament rebent immigrants europeus, els anomenats "picapedrers". Es va viure un apogeu de la indústria de les pedreres en les primeres dècades del segle xx, quan es proveïa de granit als paviments de llambordes en expansió de les ciutats de Montevideo i Buenos Aires.
El procés d'industrialització d'aquells anys va portar a La Paz els frigorífics de carn per a l'avituallament de Montevideo i l'exportació, així com fàbriques tèxtils. Va ser elevada a la categoria de ciutat el 19 de desembre de 1957 per la Llei Núm. 12.477.

## Població
La Paz té una població de 19.832 habitants segons les dades del cens de 2004.
| Any  | Població |
| ---- | -------- |
| 1963 | 13.203   |
| 1975 | 14.653   |
| 1985 | 16.209   |
| 1996 | 19.547   |
| 2004 | 19.832   |

Font: Institut Nacional d'Estadística de l'Uruguai

## Govern
L'alcalde de La Paz és Juan Tons.